# Йотапиан
Марк Фулвий Руф Йотапиан (на латински: Marcus Fulvius Rufus Jotapianus; † 249) е римски узурпатор по времето на император Филип I Араб.
Въстава в Сирия срещу Приск, който е брат на императора и деспотичен управител на Изтока през 248 – 249 г. Той твърди, че е наследник на Александър Север или Александър Македонски, но името му издава връзка с династията, управлявала малкото васално на Рим царство Комагена от I – II век. Бунтът успява и е потушен чак при Деций Траян или по-вероятно не е, превръщайки се в движение за независима държава, наследена от Ураний Антонин (253 г.) и Оденат от Палмира. Бива убит от собствените си войници.